# بیری بیری
بیری بیری (انگلیسی: Biri Biri; ۳۰ مارس ۱۹۴۸ – ۱۹ ژوئیهٔ ۲۰۲۰) بازیکن فوتبال اهل گامبیا بود.
از باشگاه‌هایی که در آن بازی کرده است می‌توان به باشگاه فوتبال دربی کانتی و باشگاه فوتبال سویا اشاره کرد.
وی همچنین در تیم ملی فوتبال گامبیا بازی کرده است.